# 国道273号
国道273号（こくどう273ごう）は、北海道帯広市から河東郡上士幌町を経由して、紋別市に至る一般国道である。

## 概要
帯広市から河東郡上士幌町までは国道241号、上川町の一部は、国道39号との重複区間である。標高1,139 mの三国トンネルは、北海道内の国道標高としては最高とされる。

### 路線データ
一般国道の路線を指定する政令に基づく起終点および重要な経過地は次のとおり。
- 起点：帯広市（西18条北1丁目26番、西17北1交点 = 国道38号・国道241号交差点）
- 終点：紋別市（渚滑町7丁目46番1渚滑町5丁目、渚滑町7丁目交点 = 国道238号交差点）
- 重要な経過地：北海道河東郡士幌町、同郡上士幌町、同道上川郡上川町、同道紋別郡滝上町
- 総延長 : 236.0 km（重用延長を含む。）[4][注釈 2]
- 重用延長 : 68.1 km[4][注釈 2]
- 未供用延長 : なし[4][注釈 2]
- 実延長 : 167.9 km[4][注釈 2]
  - 現道 : 167.9 km[4][注釈 2]
  - 旧道 : なし[4][注釈 2]
  - 新道 : なし[4][注釈 2]
- 指定区間：全線[5]

## 歴史
現行の道路法（昭和27年法律第180号）に基づく一般国道の路線として、1969年（昭和44年）12月4日政令第280号の公布によって第一次追加指定され、翌1970年（昭和45年）4月1日施行によって国道になった路線である。石狩国・十勝国・北見国の境界にある大雪山系の三国峠を越える道内屈指のダイナミックな国道路線は、1990年代初期まで三国峠を前後する区間に2車線幅あるダートを残していた。三国峠付近の道路は、松見大橋架橋などを含む線形改良と舗装化を伴う道路改良工事が行われ、1993年（平成5年）に全線通年通行化された。

### 年表
- 1954年（昭和29年）3月30日 - 紋別郡紋別町 - 上川郡上川町上越の間が北海道道28号紋別上川線に認定される。
- 1957年（昭和32年）7月25日 - 河東郡上士幌町 - 河東郡上士幌町糠平の間が北海道道292号糠平上士幌線に認定される。
- 1970年（昭和45年）4月1日 - 一般国道273号（北海道帯広市 - 北海道紋別市）として指定。
- 1974年（昭和49年） - 三国トンネル開通
- 1984年（昭和59年） - 浮島トンネル開通
- 1993年（平成5年） - 三国峠（河東郡上士幌町側以南）改良に伴い、全線通年通行化になる。

## 路線状況
冬季閉鎖区間はなく、通年通行することができる。道路は道幅が広く、急カーブも少ないため走りやすい。沿道は、キタキツネ、エゾシカ、エゾヒグマが生息する地域のため、動物の飛び出しに注意する必要がある。

### 別名
- 糠平国道
  - 十勝総合振興局管内の単独区間の別名。上士幌 - 三国峠（三国トンネル）間の区間を指す。
- 上川国道
  - 上川総合振興局管内の単独区間の別名。三国峠（三国トンネル） - 大雪湖（大雪ダム）間と、上川町日東 - 浮島峠（浮島トンネル）間の区間を指す。
- 渚滑国道
  - オホーツク総合振興局管内の単独区間の別名。浮島峠（浮島トンネル） - 紋別市渚滑町7丁目・5丁目間の区間を指す。

### 重複区間
- 国道241号（帯広市西18条北1丁目・西17北1起点 - 河東郡上士幌町上士幌・上士幌15区交点）
- 国道39号（上川郡上川町層雲峡・大雪湖交点 - 上川郡上川町日東・上川町日東交点）
- 国道333号（上川郡上川町日東・上川町日東交点 - 上川郡上川町上越）

### 道路施設

#### 主な橋梁
- 松見大橋（河東郡上士幌町）
  - 三国峠の南側に位置する大雪山地の原生林の谷に架かるトラス橋。三国峠から見る橋桁の赤と原生林の緑のコントラストが映える風景は、絶景スポットで知られる[7][1]。
- 糠平大橋（河東郡上士幌町）
  - 糠平湖の南側、ダム堤体の正面に架かる橋。この橋と前後のトンネルが完成するまでは糠平ダム堤体の天端を通過していた。橋上からダム堤体を間近に望むことができる。

#### トンネル

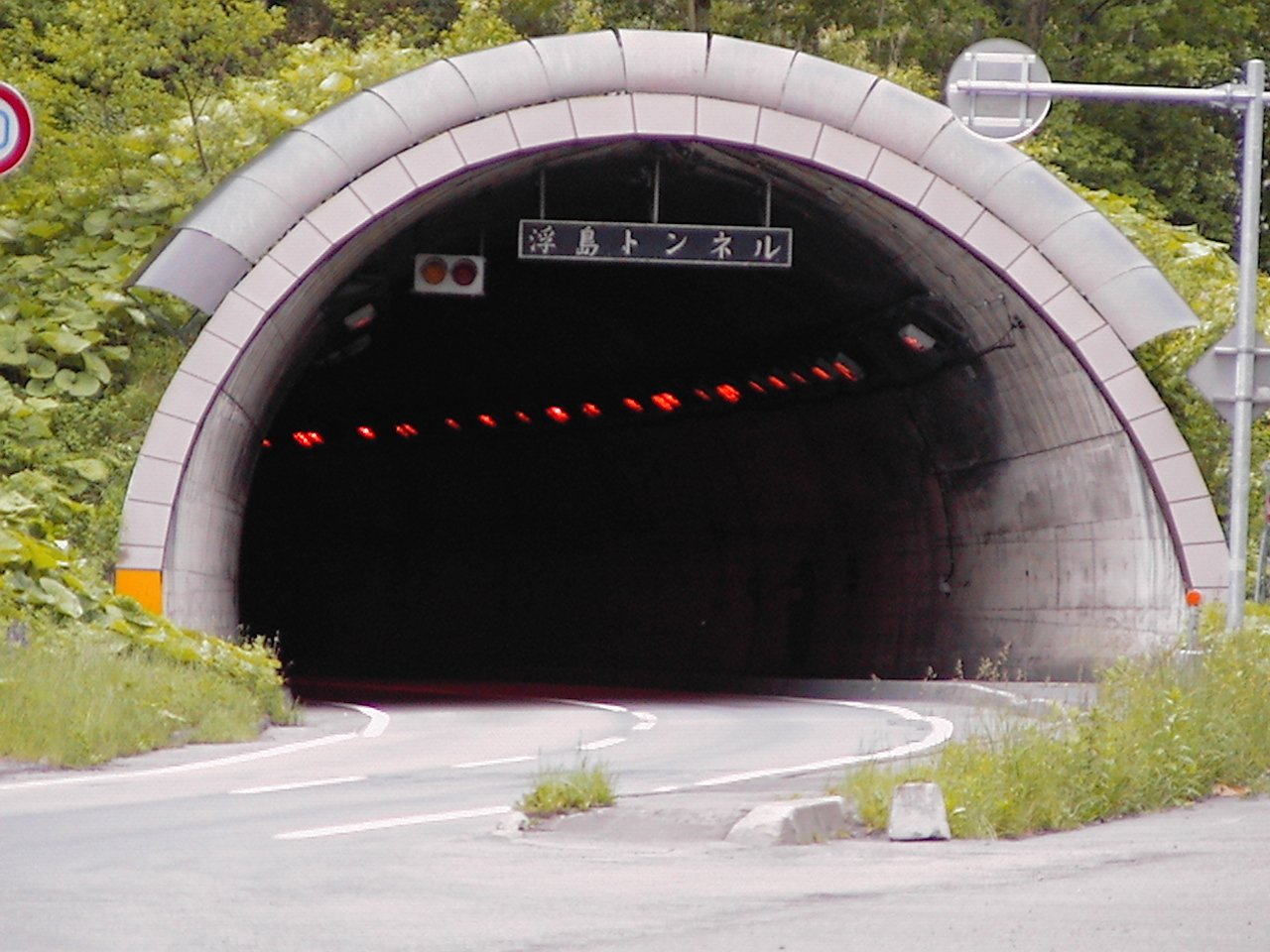
浮島トンネル（浮島峠）

新大函トンネルと銀河トンネルは国道39号との重複区間
- 鱒見トンネル（116 m）
- 泉翠峡トンネル（174 m）
- 龍門トンネル（288 m）
- ぬかびら湖畔トンネル（255 m）
- 不二川トンネル（482 m）
- 糠平トンネル（464 m）
- 三の沢トンネル（270 m）
- 三国トンネル（1,152.5 m）
- 樹海トンネル（685 m）
- 新大函トンネル（573 m）
- 銀河トンネル（3,388 m）
- 浮島トンネル（3,332.3 m）

#### 道の駅
- オホーツク総合振興局
  - 香りの里たきのうえ（紋別郡滝上町）

## 地理
大雪山系の原生林の中を走る国道からは、三国峠南側にある展望台より見渡す限りの原生林を眺望できる。道東（十勝）では牧草地、糠平湖付近は原生林の中の直線道路が続き、三国峠までシラカバ林の中を走る道路は、景観の美しい場所として知られる。三国峠以北の三国トンネルから大雪湖まで川沿いを下り、大きくゆったりとしたコーナーが連続する。カーブが連続するのは三国峠の前後区間のみで、その先は長い直線路でゆっくりと標高が上下に変化する。上士幌町三股から三国トンネルを挟んで、大雪湖で国道39号と合流するまでの間は、人家は一軒もなく大雪山の原生林が広がるだけで、上士幌町と上川町の国道39号交点までの間は、約110 km区間にわたりガソリンスタンドもない。

### 通過する自治体
- 北海道
  - 十勝総合振興局
    - 帯広市 - 河東郡音更町 - 河東郡士幌町 - 河東郡上士幌町

  - 上川総合振興局
    - 上川郡上川町

  - オホーツク総合振興局
    - 紋別郡滝上町 - 紋別市

### 交差する道路
十勝総合振興局
帯広市
- 国道38号・北海道道715号芽室東四条帯広線：西18条北1丁目（西17北1、起点）

（国道241号との重複区間は省略）
河東郡上士幌町
- 国道241号・北海道道337号上士幌士幌音更線：上士幌（上士幌15区交点）
- 北海道道316号上士幌音更線・北海道道418号上士幌停車場線：上士幌（上士幌10区交点）
- 北海道道468号清水谷足寄線：清水谷
- 北海道道85号鹿追糠平線：ぬかびら源泉郷

上川総合振興局
上川郡上川町
- 北海道道1162号銀泉台線：層雲峡
- 国道39号：層雲峡（大雪湖交点）

（国道39号との重複区間は省略）
- 国道39号：日東（上川町日東交点）
- 国道333号：上越
- 旭川紋別自動車道浮島IC：上越

オホーツク総合振興局
紋別郡滝上町
- 北海道道828号シラトリマップ滝ノ上原野線：滝美町
- 北海道道61号士別滝の上線：旭町
- 北海道道137号遠軽雄武線：新町
- 北海道道996号上渚滑原野滝ノ上線：雄鎮内

紋別市
- 北海道道306号丸瀬布上渚滑線 : 上渚滑町更生
- 北海道道553号上藻別上渚滑停車場線：上渚滑町7丁目、上渚滑町上東
- 北海道道804号和訓辺上渚滑線 : 上渚滑町7丁目
- 北海道道713号中渚滑紋別停車場線：上渚滑町中渚滑
- 北海道道766号和訓辺渚滑停車場線：渚滑町元西
- 国道238号・北海道道305号紋別丸瀬布線：渚滑町7丁目（渚滑町5丁目・渚滑町7丁目、終点）

### 沿線
- 糠平ダム（上士幌町）
- 糠平湖（上士幌町）
- 旧国鉄士幌線コンクリートアーチ橋梁群（上士幌町）
  - タウシュベツ川橋梁
  - 勇川橋梁（登録有形文化財）
  - 第三音更川橋梁（登録有形文化財）
  - 糠平川橋梁（登録有形文化財）
  - 三の沢橋梁（登録有形文化財）
  - 第五音更川橋梁（登録有形文化財）
  - 第六音更川橋梁（登録有形文化財）
  - 十三の沢橋梁（登録有形文化財）
- 旧国鉄士幌線音更トンネル（登録有形文化財）（上士幌町）
- 旧国鉄士幌線幌加駅プラットホーム（登録有形文化財）（上士幌町）
- 三国山（上士幌町/上川町/北見市）
- 音更山（上士幌町/上川町）
- 石狩岳（上士幌町/上川町）
- 大雪湖（上川町）
- 大雪ダム（上川町）
- 滝上公園（滝上町）

### 峠
- 十勝総合振興局
  - 三国峠（標高1,150 m、河東郡上士幌町 - 上川総合振興局上川郡上川町）
- 上川総合振興局
  - 浮島峠（標高620 m、上川郡上川町 - オホーツク総合振興局紋別郡滝上町）